# Jardín
Jardín este un municipiu din departamentul Antioquia, Columbia.